# Phibsborough

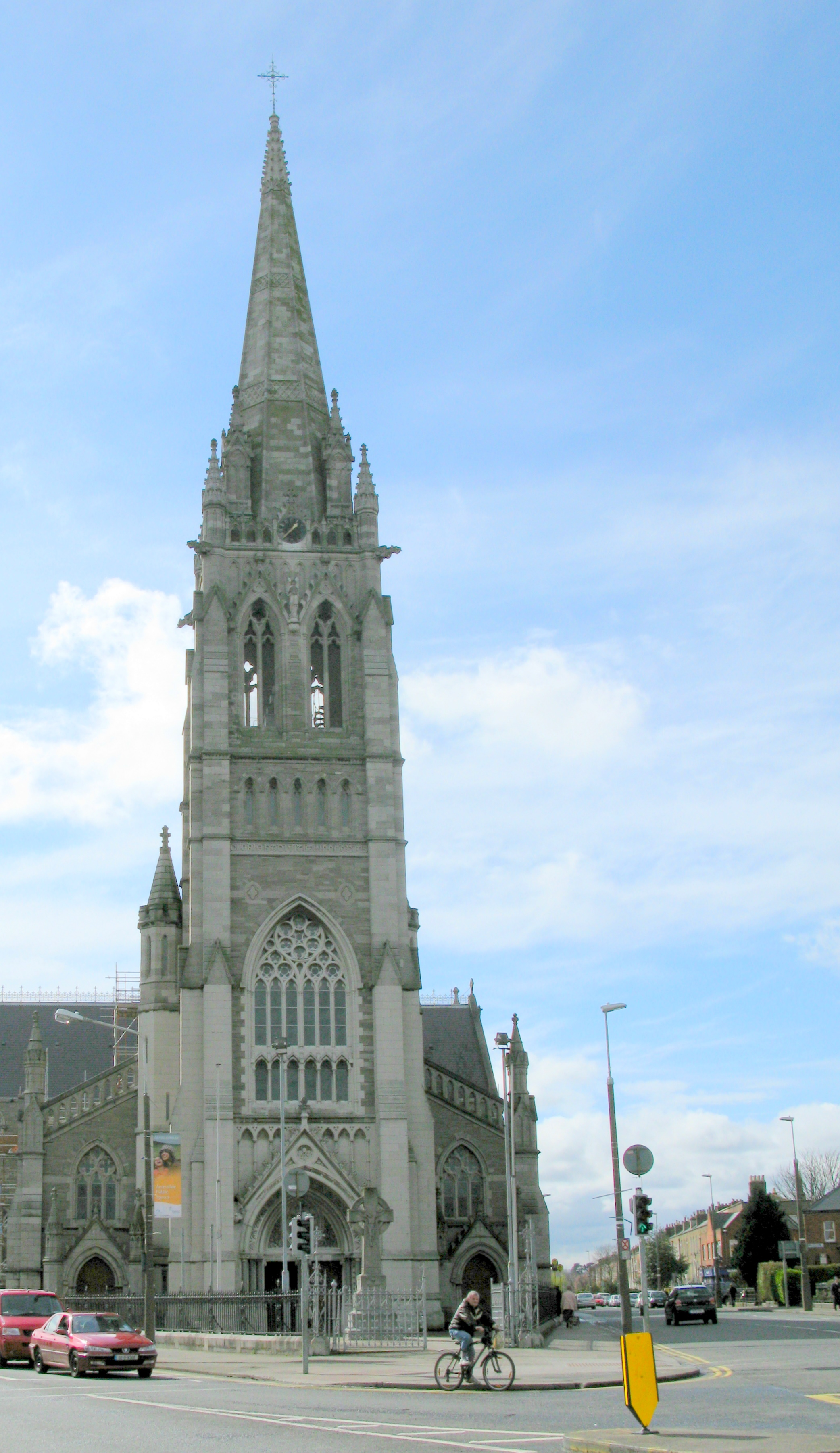
Iglesia de San Pedro, Phibsboro, Dublín, Irlanda

Phibsborough (Baile Phib en irlandés), conocido y escrito habitualmente como Phibsboro es un barrio de Dublín, Irlanda. Está ubicado en Dublín 7, en el norte de la ciudad. El área está muy cerca del centro de la ciudad, a unos dos kilómetros del río Liffey que divide Dublín en dos. Phibsborough está limitado por Glasnevin al norte, Drumcondra al este y Cabra al oeste. En su centro está el cruce conocido como Doyle's Corner (North Circular Road con Phibsborough Road).

## Desarrollo
En años recientes Phibsborough experimentó un renacimiento y los precios de las casas en el área se incrementaron sustancialmente. Algunos constructores privados se aseguraron el permiso de planificación urbanística para actualizar el existente Phibsborough Shopping Centre (el Centro Comercial de Phibsborough) a través de un plan de renovación de 75 millones de euros; sin embargo la crisis económica ha parado el proyecto, al igual que el plan del gobierno para cerrar la histórica Prisión Mountjoy en 2008 y redesarrollar el lugar. El área retiene gran parte de su arquitectura victoriana, incluyendo terrazas de casas de ladrillo rojo e iglesias majestuosas, tales como la iglesia de San Pedro, así como un buen número de tradicionales 'pubs' irlandeses tales como el O'Mahony's, Doyle's y The Hut.

## Servicios e instalaciones
El Canal Real separa Phibsborough de Drumcondra y el inmediato vecindario de Glasnevin. Hay un parque lineal a lo largo del canal, que lleva a la Fuente de la Ciudad, y que es una zona de paseo muy popular entre vecinos y visitantes. Este parque alargado está ubicado a lo largo de la antigua trayectoria de un brazo de dicho Canal Real. El brazo tiene aproximadamente un kilómetro y originalmente corría al sur desde la quinta compuerta en la línea principal del canal, bajo North Circular Road por el Puente Blacquiere y a lo largo del lado este de Phibsborough Road. El Acueducto Foster llevaba al canal sobre Phibsborough Road hasta el final, un gran puerto en Broadstone.
La estación de Broadstone, la antigua terminal de Dublín del Midland Great Western Railway, es ahora usada como garaje por Bus Éireann y Dublin Bus, dos empresas de autobuses.
Dalymount Park, el hogar del equipo de fútbol Bohemian, está en Phibsborough, aunque hay negociaciones para que el equipo se mude a un estadio que se halla al oeste de Dublín y así favorecer al desarrollo del área de Dalymount.
El Croke Park, uno de los estadios más grandes de Europa, está a unos dos kilómetros. Es la sede de la Asociación de Deportes Gaélicos (Gaelic Athletic Asociation o GAA) y donde se juegan los partidos más importantes de hurling y fútbol gaélico.
Phibsborough también tiene uno de los hospitales universitarios más grandes de Dublín, el Hospital Mater Misericordiae University Hospital, y no muy lejos se encuentra el Hospital Infantil en Temple Street. A principios de junio de 2006 el gobierno anunció planes para desarrollar el Hospital Nacional Infantil en un terreno junto al Hospital Mater.
- Datos: Q2588725
- Multimedia: Phibsborough / Q2588725